# Chetogena cinerea
Chetogena cinerea là một loài ruồi trong họ Tachinidae.